# خالد محمد بخیت
خالد محمد بخیت (انگلیسی: Khaled Mohammed Bekhit؛ زادهٔ ۱۵ نوامبر ۱۹۶۱) بازیکن بسکتبال اهل مصر بود.